# Madonna col Bambino e due donatori (Lotto)
La Madonna col Bambino e due donatori è un dipinto a olio su tela (85,7x115,5 cm) di Lorenzo Lotto, databile al 1533-1535 e conservato nel Getty Center di Los Angeles.

## Storia
L'opera si trovava a palazzo Pallavicini Rospigliosi di Roma con altri lavori di Lotto e venne venduta per finire prima nella collezione Benson a Londra e poi in quella Hearst a New York, prima di arrivare nel museo californiano.

## Descrizione e stile
Maria sta seduta col Bambino tra le braccia a destra, rivolta a sinistra dove stanno inginocchiati, più in basso e visibili solo dal busto, i due committenti, un uomo e una donna, marito e moglie. Il Bambino rivolge loro un gesto di benedizione.
Oltre una finestra, con una tenda olivastra scostata, si vede un lontano paesaggio, con due figurette allegoriche su una collina e una riva marina con una città all'ombra di alte montagne con castelli sulla sommità. Dalla finestra si scorge anche qualche tralcio di vite, preannuncio del vino eucaristico e quindi della Passione di Gesù.
Lo schema compositivo si rifà a modelli quattrocenteschi, usato già da Lotto ad esempio nelle Nozze mistiche Bonghi, anche se in questo caso la modulazione spaziale appare più intricata, con le figure sciolte e allungate di Maria e del figlio contrapposte alla staciticità contemplativa dei committenti. L'accostamento dei colori è, come di consueto, interpretato liberamente dall'artista, che ricorre a tonalità leggermente spente ma di armonica combinazione. La stesura è piuttosto liquida, con l'eccezione dei due ritratti in cui si rende più precisa e nitida, con contorni secchi che fanno apparire le due teste, sullo sfondo grigio, come un doppio ritratto in un cammeo intagliato, o altre rappresentazioni scultoree allora di moda, come i marmi di Tullio Lombardo.